# Megiddo: The Omega Code 2
Megiddo: The Omega Code 2, ook wel bekend als Megiddo, is een Amerikaanse christelijke actie- en sciencefictionfilm uit 2001 en speelt zich grotendeels af in de eindtijd.  

## Verhaal
Als kind wordt de duivelse Stone Alexander (gespeeld door Michael York) naar Italië gestuurd voor een militaire opleiding. In deze film zie je hem opgroeien vanaf het moment dat hij een kleuter is, die in 1960 zijn jongere broertje David Alexander probeert te vermoorden met een lucifer. Zijn motief was dat hij hem als de schuldige ziet voor hun moeders dood - zij was op het kraambed gestorven - en wraak wilde nemen. De film speelt zich vervolgens af in een periode van 45 jaar tot het hoogtepunt van macht van Stone Alexander als absolute wereldleider.
Stone Alexander wordt al vanaf zijn kinderjaren bijgestaan door een profeet: de valse profeet. En later ruimt hij zelfs zijn schatrijke vader uit de weg, omdat hij niet tevreden is met zijn toekomstige erfenis. Door de beelden van de bewakingscamera te manipuleren, waarmee de moord op zijn vader gefilmd was, weet hij zijn jongere broer David als moordenaar aan te wijzen. Deze is inmiddels President van de Verenigde Staten geworden en werkt Stone Alexander behoorlijk tegen omdat hij zich met de Verenigde Staten niet wil aansluiten bij zijn wereldunie van 10 staten. Ook China zit hem dwars. 
Uiteindelijk komt het op de vlaktes van Megiddo tot een confrontatie: Armageddon, waarna de Wederkomst van Jezus Christus te zien is, de duivel wordt geketend in een poel van vuur zoals beschreven in de Openbaring van Johannes en het Duizendjarige Rijk begint.  